# Matsuoka Shingo
Shingo Matsuoka (sinh ngày 17 tháng 2 năm 1981) là một cầu thủ bóng đá người Nhật Bản.

## Sự nghiệp câu lạc bộ
Shingo Matsuoka đã từng chơi cho Cerezo Osaka.